# استیو اسمیت
استیو اسمیت (انگلیسی: Steve Smith؛ زاده ۳۱ مارس ۱۹۶۹) یک بازیکن بسکتبال اهل ایالات متحده آمریکا است.